# John Moraga
John Moraga, né le 20 mars 1984 à Phoenix en Arizona, est un pratiquant américain d'arts martiaux mixtes (MMA). Il combat actuellement à l'Ultimate Fighting Championship dans la division des poids mouches.

## Biographie
Moraga est né et a grandi à Phoenix, en Arizona. Il a fréquenté le Maryvale High School, puis a choisi d'aller à l'Arizona State University, où il a été deux fois lutteur de style libre américain dans les Sun Devils.
Moraga a commencé sa carrière professionnelle en 2009 en Arizona pour l'organisation locale Rage in the Cage. Là, il a réalisé un record invaincu de 6-0, jusqu'à son combat contre John Dodson en 2010, dans lequel il a perdu par décision unanime. Après ce revers, il a remporté cinq combats consécutifs pour rejoindre l'UFC. Il est d'origine mexicaine.
Moraga devait faire ses débuts promotionnels contre Ian McCall le 4 août 2012 à l'UFC sur Fox 4. Cependant, McCall a été forcé de quitter le combat avec une blessure et remplacé par Ulysses Gomez. Moraga a remporté le combat via KO au premier tour.
Moraga a ensuite affronté Chris Cariaso le 29 décembre 2012 à l'UFC 155. Moraga a été victorieux avec une soumission d'étranglement à la guillotine au troisième tour. Sa victoire lui a également valu le titre d'honneur.
Moraga devait affronter Demetrious Johnson, champion poids mouche de l'UFC, le 13 avril 2013 lors de la finale de The Ultimate Fighter 17. Cependant, Johnson a été contraint de quitter le combat en raison d'une blessure et Moraga a également été retiré de la compétition.
Moraga a finalement affronté le 27 juillet 2013, Demetrious Johnson, champion des poids mouche de l'UFC, à UFC, lors de la Fox 8. Moraga s'est montré prometteur au premier tour alors qu'il décrochait de bonnes frappes. Cependant, le champion a commencé à le fatiguer avec sa lutte. Malgré avoir blessé Johnson au quatrième round avec un coup de poing, il a perdu le combat par soumission au cinquième round.
Moraga devait affronter Darren Uyenoyama le 14 décembre 2013 à l'UFC sur Fox 9. Cependant, Moraga s'est retiré du combat avec une blessure non divulguée et a été remplacé par le nouveau venu promotionnel Alptekin Ozkilic.
Moraga a affronté Dustin Ortiz le 15 janvier 2014 lors de l'UFC Fight Night 35. Il a gagné le combat par décision partagée.
Une revanche avec John Dodson a eu lieu le 7 juin 2014 à l'UFC Fight Night 42. Il a perdu le combat via TKO en raison de l’arrêt d’un médecin entre les deuxième et troisième rondes, alors qu’un coup de genou lancé par Dodson au deuxième tour lui avait cassé le nez.
Moraga a affronté Justin Scoggins le 5 septembre 2014 à l'UFC Fight Night 50. Moraga a défait Scoggins par soumission au deuxième tour, obtenant un étranglement après avoir été abattu.
Moraga devait affronter Jussier Formiga le 13 décembre 2014 à l'UFC sur Fox 13. Cependant, Formiga s'est retiré du combat le 21 novembre et a été remplacé par Willie Gates. Moraga a remporté le combat par soumission au troisième tour.
Moraga a affronté Joseph Benavidez le 23 mai 2015 à l'UFC 187. Moraga a perdu le combat aller-retour par décision unanime.
Moraga a affronté Matheus Nicolau le 8 juillet 2016 lors de la finale du Ultimate Fighter 23. Il a perdu le combat par décision partagée.
Moraga devait affronter Zach Makovsky le 10 décembre 2016 à l'UFC 206. Cependant, Moraga s'est retiré de la bagarre début novembre en raison d'une blessure et a été remplacé par Dustin Ortiz.
Moraga a ensuite affronté Sergio Pettis le 15 janvier 2017 à l'UFC Fight Night 103. Il a perdu le combat par décision unanime.
Moraga a rencontré le nouveau venu promotionnel Ashkan Mokhtarian le 11 juin 2017 à l'UFC Fight Night 110. Il a remporté le combat partiale par décision unanime.
Moraga a affronté Magomed Bibulatov le 7 octobre 2017 à l'UFC 216. Il a remporté le combat par KO au premier tour. Cette victoire lui a valu le prix Performance of the Night.
Moraga a affronté Wilson Reis le 14 avril 2018 à l'UFC sur Fox 29. Il a remporté le combat par décision unanime.
Moraga a affronté Deiveson Figueiredo le 25 août 2018 lors de l'UFC Fight Night 135. Il a perdu le combat via TKO au deuxième tour.
Le 7 février 2019, il a été signalé que Moraga avait été libéré de l'UFC.

## Distinctions
- Ultimate Fighting Championship
  - Soumission de la soirée (une fois)
- Rage in the Cage
  - Champion poids coqs de la RITC
- Trilogy Championship Fighting
  - Champion poids coqs de la TCF

## Palmarès en arts martiaux mixtes
| 26 combats     | 19 victoires | 7 défaites |
| Par KO         | 3            | 2          |
| Par soumission | 8            | 1          |
| Sur décision   | 8            | 4          |

| Résultat | Record | Adversaire              | Méthode                                 | Événement                                            | Date             | Round | Temps | Lieu                                     | Notes                                   |
| -------- | ------ | ----------------------- | --------------------------------------- | ---------------------------------------------------- | ---------------- | ----- | ----- | ---------------------------------------- | --------------------------------------- |
| Défaite  | 19-7   | Deiveson Figueiredo     | KO technique (poings)                   | UFC Fight Night: Gaethje vs. Vick                    | 25 août 2018     | 2     | 3:08  | Lincoln, Nebraska, États-Unis            |                                         |
| Victoire | 19-6   | Wilson Reis             | Décision unanime                        | UFC on Fox: Poirier vs. Gaethje                      | 14 avril 2018    | 3     | 5:00  | Glendale, Arizona, États-Unis            |                                         |
| Victoire | 18-6   | Magomed Bibulatov       | KO (poing)                              | UFC: Ferguson vs. Lee                                | 7 octobre 2017   | 1     | 1:38  | Las Vegas, Nevada, États-Unis            |                                         |
| Victoire | 17-6   | Ashkan Mokhtarian       | Décision unanime                        | UFC Fight Night: Hunt vs. Lewis                      | 10 juin 2017     | 3     | 5:00  | Auckland, Nouvelle-Zélande               |                                         |
| Défaite  | 16-6   | Sergio Pettis           | Décision unanime                        | UFC Fight Night: Rodríguez vs. Penn                  | 15 janvier 2017  | 3     | 5:00  | Phoenix, Arizona, États-Unis             |                                         |
| Défaite  | 16-5   | Matheus Nicolau Pereira | Décision partagée                       | The Ultimate Fighter 23 Finale                       | 8 juillet 2016   | 3     | 5:00  | Las Vegas, Nevada, États-Unis            |                                         |
| Défaite  | 16-4   | Joseph Benavidez        | Décision unanime                        | UFC 187: Johnson vs. Cormier                         | 23 mai 2015      | 3     | 5:00  | Las Vegas, Nevada, États-Unis            |                                         |
| Victoire | 16-3   | Willie Gates            | Soumission (étranglement arrière)       | UFC on Fox: dos Santos vs. Miocic                    | 13 décembre 2014 | 3     | 4:06  | Phoenix, Arizona, États-Unis             |                                         |
| Victoire | 15-3   | Justin Scoggins         | Soumission (étranglement en guillotine) | UFC Fight Night: Souza vs. Mousasi                   | 5 septembre 2014 | 2     | 0:47  | Ledyard, Connecticut, États-Unis         |                                         |
| Défaite  | 14-3   | John Dodson             | TKO (arrêt du médecin)                  | UFC Fight Night: Henderson vs. Khabilov              | 7 juin 2014      | 2     | 5:00  | Albuquerque, Nouveau-Mexique, États-Unis |                                         |
| Victoire | 14-2   | Dustin Ortiz            | Décision partagée                       | UFC Fight Night: Rockhold vs. Philippou              | 15 janvier 2014  | 3     | 5:00  | Duluth Géorgie, États-Unis               |                                         |
| Défaite  | 13-2   | Demetrious Johnson      | Soumission (clé de bras)                | UFC on Fox: Johnson vs. Moraga                       | 27 juillet 2013  | 5     | 2:43  | Seattle, Washington, États-Unis          | Pour le titre poids mouches de l'UFC.   |
| Victoire | 13-1   | Chris Cariaso           | Soumission (étranglement en guillotine) | UFC 155: Dos Santos vs. Velasquez II                 | 29 décembre 2012 | 3     | 1:11  | Las Vegas, Nevada, États-Unis            | Soumission de la soirée.                |
| Victoire | 12-1   | Ulysse Gomez            | KO (coups de coude et coups de poing)   | UFC on Fox: Shogun vs. Vera                          | 4 août 2012      | 1     | 3:46  | Los Angeles, Californie, États-Unis      |                                         |
| Victoire | 11-1   | Jose Carbajal           | Décision unanime                        | Cage Rage: On the River 2                            | 7 juillet 2012   | 3     | 5:00  | Parker, Arizona, États-Unis              |                                         |
| Victoire | 10-1   | Maurice Senters         | Décision unanime                        | RITC 160                                             | 22 juillet 2012  | 3     | 5:00  | Chandler, Arizona, États-Unis            | Remporte le titre poids coqs du RITC.   |
| Victoire | 9-1    | Matthew Garcia          | Soumission (clé de bras)                | Coalition of Combat: the Bangers Ball                | 25 février 2010  | 1     | 3:10  | Phoenix, Arizona, États-Unis             |                                         |
| Victoire | 8-1    | Freddie Lux             | Soumission (étranglement en guillotine) | Trilogy Championship Fighting: Rumble at the Ranch 2 | 5 novembre 2011  | 1     | 0:49  | Phoenix, Arizona, États-Unis             | Remporte le titre poids coqs de la TCF. |
| Victoire | 7-1    | Nathaniel Baker         | Soumission (clé de bras)                | Martinez Brothers Production: Sun City Battle 1      | 9 juillet 2011   | 3     | 2:27  | El Paso, Texas, États-Unis               |                                         |
| Défaite  | 6-1    | John Dodson             | Décision unanime                        | Nemesis Fighting: MMA Global Invasion                | 11 décembre 2010 | 3     | 5:00  | Punta Cana, République dominicaine       |                                         |
| Victoire | 6-0    | Aldo Escudero           | Décision unanime                        | RITC 143                                             | 31 juillet 2010  | 3     | 5:00  | Phoenix, Arizona, États-Unis             |                                         |
| Victoire | 5-0    | Travis Halverson        | Soumission (étranglement en guillotine) | RITC 142                                             | 26 juillet 2010  | 1     | 1:17  | Chandler, Arizona, États-Unis            |                                         |
| Victoire | 4-0    | Pat Donovan             | Soumission (étranglement en triangle)   | RITC 140                                             | 20 mars 2010     | 2     | 1:12  | Chandler, Arizona, États-Unis            |                                         |
| Victoire | 3-0    | Evan Morton             | Décision unanime                        | RITC 139                                             | 13 février 2010  | 3     | 3:00  | Tucson, Arizona, États-Unis              |                                         |
| Victoire | 2-0    | Al Decastro             | TKO (poings)                            | RITC 138                                             | 4 décembre 2009  | 1     | 1:15  | Mesa, Arizona, États-Unis                |                                         |
| Victoire | 1-0    | Sam Shapiro             | Décision unanime                        | RITC 136                                             | 7 novembre 2009  | 3     | 3:00  | Prescott, Arizona, États-Unis            |                                         |